# だんな様 (三船和子の曲)
「だんな様」（だんなさま）は、1982年8月1日に発売された三船和子の16枚目のシングル。

## 解説
1968年、三船は乗車していたタクシーが起こした交通事故が原因で声が出なくなり一時引退に追い込まれたが、リハビリで徐々に声を回復させ、本作で再デビューを果たした。同時に、レコード会社をデビュー時から在籍していたミノルフォンから東芝EMIへ移籍した。
オリコンチャート最高位87位。売上50万枚。
本楽曲で、1995年の『第46回NHK紅白歌合戦』に出場。

## 収録曲
- 両楽曲共に、編曲：池多孝春

1. だんな様 (3分46秒)
作詞：鳥井実、作曲：岡千秋
2. 女の酒場 (4分11秒)
作詞：北みなみ、作曲：伊藤雪彦

## カバー
- 石川さゆり（1996年8月21日、アルバム「昭和夢つばめ〜あなたが選んだ好きな唄〜」収録）
- 岡千秋（2000年4月21日、アルバム「魂の唄II」収録）
  - 作曲者・岡千秋によるセルフカバー。
- 笹みどり（2002年7月24日、アルバム「全曲集〜夫婦じゃんけん / 下町育ち〜」収録）
- 村田英雄（2002年11月16日、アルバム「ヒットカバー名曲集」収録）
- 歌川二三子（2009年11月25日、アルバム「全曲集2010」収録）